# Haima (Ort)
Koordinaten: 19° 57′ N, 56° 17′ O
Haima (arabisch هيماء, DMG Haimāʾ) ist die Hauptstadt im Gouvernement al-Wusta in Oman. Sie ist auch Hauptstadt des Wilaya Haima. Sie liegt in der Wüste Rub al-Chali. Die Bevölkerung betrug im Jahr 2003 3207 Personen.

## Geschichte
Die dauerhafte Besiedlung begann, nachdem ein Team von Ölforschern dort eine Wasserquelle zugänglich gemacht hatte. Dieser Brunnen, zusammen mit einem weiteren in al-Ajaiz, wurde die erste permanente Wasserquelle in Jiddat il-Harasiis. Der Brunnen in Haima wurde weniger genutzt als der in al-Ajaiz.
1982 wurde in Haima eine Schule für Jungen und später eine für Mädchen eröffnet.
Familien des Harasiis-Stammes haben sich zunehmend an diesem Ort niedergelassen.